# Xã Bonaparte, Quận Van Buren, Iowa
Xã Bonaparte (tiếng Anh: Bonaparte Township) là một xã thuộc quận Van Buren, tiểu bang Iowa, Hoa Kỳ. Năm 2010, dân số của xã này là 631 người.